# Amerikanska Samoa i olympiska sommarspelen 1996
Amerikanska Samoa deltog i de olympiska sommarspelen 1996 med en trupp bestående av sju deltagare, men ingen av landets deltagare erövrade någon medalj.

## Friidrott
Damernas kulstötning
- Lisa Misipeka
  - Kval — 13.74m (→ gick inte vidare)
- Anthony Leiato

- Okland Salavea

## Judo
- Louis Purcell

## Segling
| Starbåt Placering | Helmsman (Country)    | Crew           | Lopp I    | Lopp I | Lopp II   | Lopp II | Lopp III  | Lopp III | Lopp IV   | Lopp IV | Lopp V    | Lopp V | Lopp VI   | Lopp VI | Lopp VII  | Lopp VII | Lopp VIII | Lopp VIII | Lopp IX   | Lopp IX | Lopp X    | Lopp X | Total Poäng | Totalt -1 |
| Starbåt Placering | Helmsman (Country)    | Crew           | Placering | Poäng  | Placering | Poäng   | Placering | Poäng    | Placering | Poäng   | Placering | Poäng  | Placering | Poäng   | Placering | Poäng    | Placering | Poäng     | Placering | Poäng   | Placering | Poäng  | Total Poäng | Totalt -1 |
| ----------------- | --------------------- | -------------- | --------- | ------ | --------- | ------- | --------- | -------- | --------- | ------- | --------- | ------ | --------- | ------- | --------- | -------- | --------- | --------- | --------- | ------- | --------- | ------ | ----------- | --------- |
| 24                | Robert Lowrance (ASA) | Fua Logo Tavui | 23        | 23.0   | 23        | 23.0    | DNF       | 26.0     | 24        | 24.0    | 25        | 25.0   | 25        | 25.0    | 23        | 23.0     | 12        | 12.0      | 25        | 25.0    | 22        | 22.0   | 228.0       | 177.0     |